# St John the Baptist’s Church (Mongewell)
Koordinaten: 51° 35′ 10″ N, 1° 7′ 23,9″ W

Ruinen der St John the Baptist’s Church von Mongewell, von Südwesten gesehen

St John the Baptist’s Church ist ein heute teilweise in Ruinen liegendes, redundantes Kirchengebäude der Anglikanischen Kirche im Weiler Mongewell in Oxfordshire, England.
Die Ruinen stehen am östlichen Ufer der Themse, in der Nachbarschaft des ehemaligen Carmel College, nördlich von Mongewell Park, vier Kilometer südlich von Wallingford und in der Nähe zum Ridgeway, einer Altstraße und heutigem Fernwanderweg.
Das Bauwerk wurde von English Heritage am 9. Februar 1959 im Grade II auf die Statutory List of Buildings of Special Architectural or Historic Interest genommen; es steht unter der Obhut des Churches Conservation Trusts.

## Geschichte
Die Kirche wurde wahrscheinlich im 12. Jahrhundert errichtet und wurde Ende des 18. Jahrhunderts in einem picturesque-neugotischen Stil für Shute Barrington umgebaut. Barrington war Bischof von Durham und wurde, als er 1826 starb, in der Familiengruft in der Kirche beigesetzt. Die Kirche wurde 1880 durch L. Wyatt erneuert. Am 1. Juli 1981 wurde das Kirchenbauwerk für redundant erklärt und am 31. Juli 1985 dem Churches Conservation Trust übereignet.

## Architektur
Der Grundriss der Kirche besteht aus dem Langhaus und dem Altarraum, mit einem Kirchturm am westlichen Ende. Das Bauwerk ist aus Feuerstein gebaut, andere Steine wurden zu dekorativen Zwecken verwendet. Die Mauern des Langhauses werden von Strebewerken aus Backsteinen unterstützt. Der Turm ist aus Backstein gemauert, und das Dach des Altarraumes ist mit Dachziegeln gedeckt. Über dem Kirchenschiff fehlt das Dach. Der untere Teil des Turmes ist rund, der obere Teil hexagonal mit einer gezinnter Brüstung.  Der Altarraum ist im normannischen Stil konstruiert und beinhaltet zwei Grabdenkmäler aus dem 18. Jahrhundert. In einem davon befindet sich ein Gisant eines Mannes in einem orientalischen Gewand, einschließlich eines Turbans.